# Đội đua Williams
Đội đua Williams (Williams Grand Prix Engineering Limited), hiện đang đua ở Công thức 1 với tên gọi Williams Racing, là một đội đua Công thức 1 đến từ Anh. Williams Racing được thành lập bởi Frank Williams (1942–2021) và Patrick Head vào năm 1977 sau những hoạt động không thành công trước đó của Frank Williams là đội đua Frank Williams Racing Cars (sau này trở thành Wolf–Williams Racing vào năm 1976). Đội có trụ sở tại Grove, Oxfordshire, trên một khu đất rộng 24 ha.
Với 114 chiến thắng, bảy chức vô địch hạng mục tay đua và chín chức vô địch hạng mục đội đua, Williams Racing là một trong những đội đua thành công nhất trong lịch sử Công thức 1 và đặc biệt là đội thành công nhất trong những năm 1990. Tuy nhiên, vào thế kỷ 21, Williams không thể tiếp tục phát huy những thành công trước đó. Cho đến năm 2023, chức vô địch hạng mục tay đua cuối cùng thuộc về Jacques Villeneuve vào năm 1997 và chiến thắng cuối cùng thuộc về Pastor Maldonado tại Giải đua ô tô Công thức 1 Tây Ban Nha 2012. Đội đua đã được tiếp quản bởi công ty Hoa Kỳ Dorilton Capital vào tháng 8 năm 2020 sau khi đội được điều hành như một doanh nghiệp gia đình trong nhiều thập kỷ. Bất chấp sự tiếp quản đó, tên gọi Williams vẫn được tiếp tục sử dụng trong tuơng lai.

## Lịch sử